# Möre

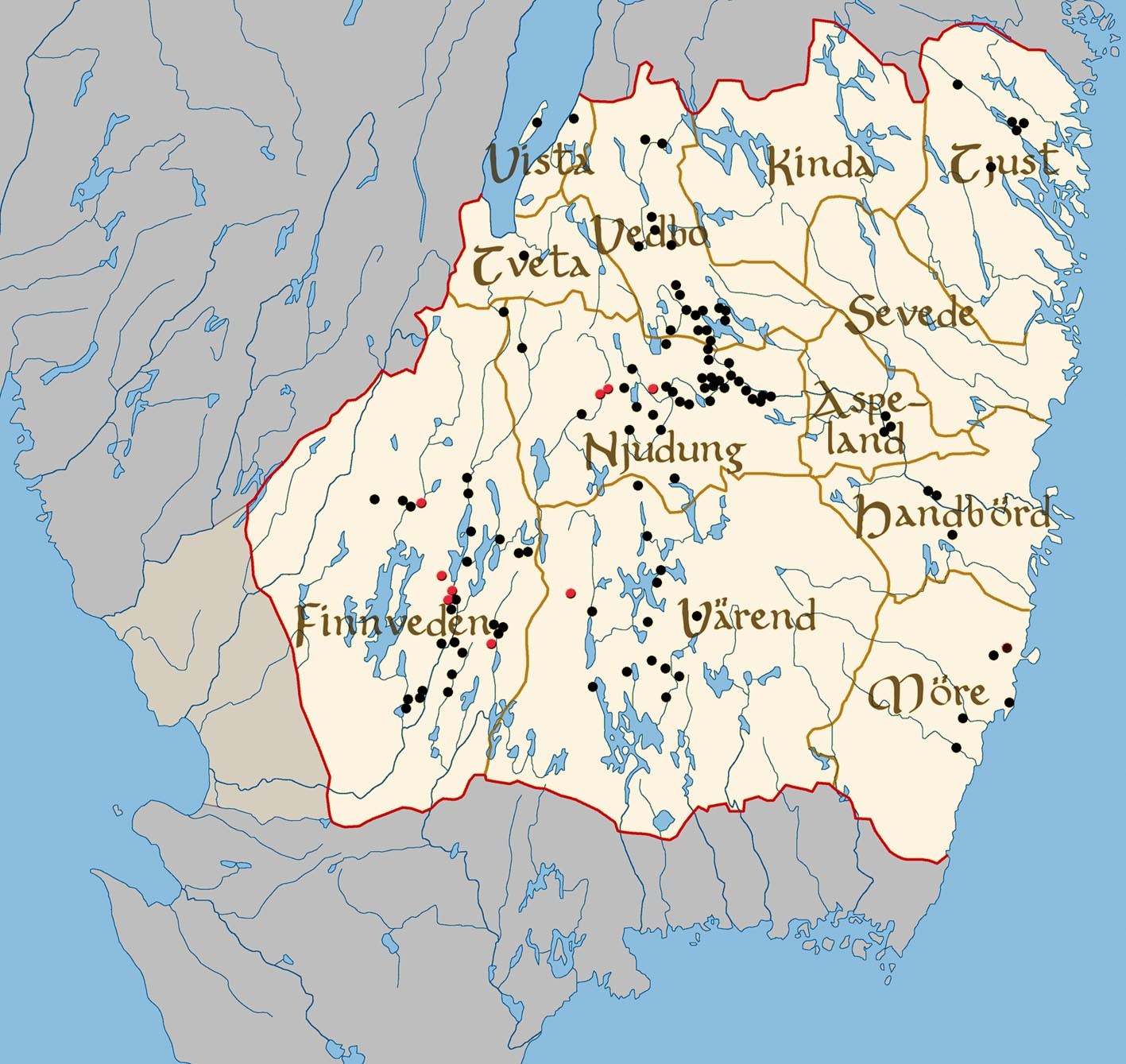
De olika bygderna i vikingatidens Småland. Röda och svarta punkter anger landskapets runstenar. Röda punkter visar på runstenar med texter om långväga färder.

Möre är ett av de ursprungliga "små landen" som gav upphov till namnet Småland, och omfattar ett område runt städerna Kalmar och Nybro. Det motsvaras idag av Kalmar läns södra del.
Möre omnämns i skrift för första gången av köpmannen Wulfstan som omkring 880 reste från danska Hedeby till Truso i dagens Polen. När Wulfstan beskrev sin resa för Alfred den store nämnde han 'Meore' som landet mellan Blekinge och Öland, och att det tillhör svearna. Att Möre omnämndes av Wulfstan innebär att bygden var prominent nog för att vara känd för handelsresande.
Namnet Möre innehåller en avledning av det dialektala och fortfarande levande 'Mar' som betyder 'myr', 'mosse' eller 'kärr'. Dörby var tingsplats men Kalmar kom så småningom att bli den helt dominerande orten. Möre låg som underhållsområde under Kalmar slott från slutet av 1200-talet.  Judiciellt hörde det till Östgöta lagsaga fram till 1559 då det överfördes till den nybildade Smålands lagsaga. Möre var indelat i två härad, Södra Möre härad, från Brömsebäck i söder till närheten av Kalmar i norr, och Norra Möre härad, vid den smalaste delen av Kalmarsund.
Södermöre (Södra Möre härad) gavs 1645 som ärftligt grevskap åt Axel Oxenstierna och omtalas i tidens latinska handlingar under namnet Morea australis, samma "australis" som i Australien, och som betyder "sydlig", det vill säga; Sydliga Möre.

## Dagens Möre
Området motsvaras idag av hela eller delar av fyra kommuner i den södra delen av Kalmar län.

### Kommuner
- Emmaboda kommun (del av)
- Kalmar kommun
- Nybro kommun (del av)
- Torsås kommun